# VII. János pápa
VII. János (latinul: Ioannes), (?, Görögország vagy Rossano – 707. október 18., Róma) volt a történelemben a 86. egyházfő 705. március 1-től. Kortársai az ékes szólás, a tudományok és a kegyesség nagy emberének tartották Jánost. Azonban mindezen erények mellett, ha cselekedni kellett, igen félénknek mutatkozott, olyannak, aki szereti a békét, és kerüli a vitát. Ez bő kétéves pontifikátusa alatt jó viszonyhoz vezetett a longobárdokkal, de félreértéseket szült a konstantinápolyi udvarban.

## Életrajza
A bizánci befolyásoltság idején nem meglepő, hogy János is görög származású volt. Gazdag családból származott. Anyját Blattának, apját Platónnak hívták. Ez utóbbi jelentős építkezéseket vállalt el. Így Platón nevéhez kötődik a római császári palota felújítása is. Ebben az időben az egész család Rómában élt. Ekkor került közel János a római egyházhoz. Évek múltán az egyik legjelentősebb pápai patrimónium rektora lett a Via Appia mentén. Sikerei révén ismertté vált a klérus körében, és 705. március 1-jén VI. János pápa halála után őt választották meg a keresztény egyház fejének.
Hivatalba iktatása után régi szenvedélyének, az építészetnek hódolt. Apjától sokat tanult és látott gyermekként. Uralkodása alatt rengeteg oltár, templom és egyéb egyházi épület készült el vagy legalább a restaurálást végezték el rajtuk. A Palatinus dombhoz közel építtetett magának egy palotát is, az Episcopiumot. János építkezései közül a mai korban a Régi Szűz Mária-templom a legismertebb. Értékes freskókkal díszítették falait, és a régi templom új oltárokat kapott. Maradványait 1900-ban találták meg. A fennmaradt falképek egyikén maga az építtető pápa is látható még. A Szent Péter-bazilikában szentélyt emeltetett Szűz Mária tiszteletére.
Uralma alatt azonban más dolga is akadt szépérzékének kielégítésén kívül. A 704-ben ismét megkoronázott II. Jusztinianosz császár levélben kérte meg Jánost, hogy fogadja el a 692-ben tartott trullai zsinat döntéseit. Az egyházi gyűlésen több olyan rendeletet is hoztak, amely a római pápák hatalmát korlátozta, ráadásul a zsinaton nem képviselték a nyugati egyház érdekeit. János nem mert nyíltan ellent mondani a császárnak, így aláírása nélkül küldte vissza Konstantinápolyba a dokumentumot.
Jó kapcsolatokat létesített a longobárd uralkodóval, II. Ariperttel, aki egyes egyházi birtokokat ismét átengedett a pápai hivatalnokok irányítása alá. A krónikák szerint Jánosnak sikerült elérnie, hogy az angol klérus megváltoztassa öltözetét. Addig ugyanis Angliában az egyháziak világi ruhát viseltek.
707. október 18-án halt meg. A Szent Péter-bazilika általa épített szentélyében helyezték örök nyugalomra.

## Művei
- Documenta Catholica Omnia (latin nyelven). (Hozzáférés: 2011. december 6.)